# Деларю, Жак
Жак Деларю́ (фр. Jacques Delarue; 1919, Брикебек, департамент Манш, Франция — 14 сентября 2014) — французский писатель, историк, участник французского Сопротивления. Комиссар полиции.

## Биография
До Второй мировой войны работал на заводе Renault, затем — в авиакомпании Caudron. После нападения вермахта на Францию, был призван в армию.
В 1942 году демобилизовался, устроился на работу в полицию Лиможа, участвовал в движении Сопротивления. Был арестован немцами. После освобождения участвовал в ликвидации последствий оккупации (агентов немецких подпольных сетей, гестапо, военных преступников).
В 1945 был зачислен в специальное подразделение французской полиции по обеспечению национальной безопасности. Принимал участие в операциях против OAS в Алжире, в том числе по предупреждению покушения на генерала де Голля.
Участник Алжирской войны. Дослужился до звания комиссара полиции. Вышел в отставку в 1978 году.
С 1960-х годов активно занимался исследованиями преступлений, совершённых немецкими оккупантами на территории Франции. Автор нескольких книг на тему злодеяний гестапо и ОАС.
Был экспертом на суде над нацистским преступником, «лионским мясником» Клаусом Барби. Его перу принадлежит несколько книг о палачах и татуировках французских преступников.

## Избранные произведения
- Les Tatouages du ″milieu″, 1950.
- Histoire de la Gestapo, 1962.
  - История гестапо. — Смоленск: Русич, 1998. — 480 с. — ISBN 5-88590-775-7.
- Les nazis sont parmi nous, 1968.
- Trafics et crimes et sous l’occupation, 1993 (ISBN 9782213031545, OCLC 722598561)
- Le Métier de Bourreau, 1979.
- L’attentat du Petit-Clamart, 1990.
- ОАС против де Голля / L’OAS contre De Gaulle, 1994.
- Trafics et crimes sous l’Occupation, 1968.

## Награды
- Командор ордена «За заслуги»
- Офицер ордена Почётного легиона